# Gransjöbäcken
Gransjöbäcken är ett naturreservat i Vindelns kommun i Västerbottens län.
Området är naturskyddat sedan 2016 och är 57 hektar stort. Reservatet omfattar en västsluttning av lövliden med Gransjöbäcken nedanför i västra delen av reservatet. Reservatet består av lövrik granskog i sluttningen och flack sumpskog omkring bäcken.